# فيرتشايلد دورنير 328 جيه إي تي
فيرتشايلد دورنير 328 جيه إي تي (بالإنجليزية: Fairchild Dornier 328JET)‏ هي طائرة خطوط جوية نفاثة إقليمية، بسعة 32 مقعد. أنتجت في 1996 بألمانيا. من صناعة فيرتشايلد للطيران. تستخدم بشكل أساسي من قبل خطوط هاينان الجوية. ومازالت في الخدمة حتى الآن. صنع منها 110 طائرة.